# Хаџиахметовића кулe у Мостаћима
Хаџиахметовића куле са дворима у Мостаћима  лоциране у Граду Требиње,  као градитељска целина (коју чине кула са кућом, оџаком или конаком, авлијом, економским објектом, економским двориштем и оградним зидовима), проглашене су за  националним споменик Републике Српске и  Босне и Херцеговине.
У средњем веку феудална господа становала је у утврђеним дворовима, који су имали облик тврђаве. Они су нестали након турске окупације Босне. Њих су Турци претворили у градове и у њих сместили своје посаде. Турска феудална господа (спахије) градила је по својим имањима посебне камене дворце или куле на више бојева (спратова), у њима становали и из њих се по потреби бранила. Куле су имале мало простора за становање, па су уз њих грађене посебне зграде у непосредној близини куле (оџаци или конаци).  Куле су се дизале увис, а оџаци  у ширину. Кула је увек грађена на више спратова, а оџаци (конаци) су по правилу биле једноспратне зграде. Основица куле је са врло малим  отступањима квадрат, ређе правоугаоник, а код оџака увек правоугаоник.

## Положај и приступ
Градитељска целина Хаџиахметовића куле са дворима у Мостаћима код Требиња налази се у непосредној близи пута Столац – Требиње (северно од пута), на локацији означеној као к.ч. бр. 155 и 156 (нови премер), односно к.ч. 1/140 (стари премер), уписаној у посјдовни лист под бројем 49, број земљишнокњижног улошка 21, к.о. Мостаћи, општина Требиње, Република Српска, Босна и Херцеговина.
Националном споменику, са дужом осовином постављен у правцу југоисток-северозапад и са главном фасадом окренутом ка југоистоку,  може се прићи са северозападне стране (кроз улаз у главну авлију).

## Историја
Село Мостаћи је смјештено уз пут Столац - Љубиње – Требиње. Према Хивзији Хасандедићу у селу су живеле муслиманске породице Цвијетић, Фетагић, Хаџиахметовић, Хаџисмајловић, Ресуловић, Салиховић, Шабанагић и Више, чији су се преци у другој половини 17. века доселили из Херцег Новог, Рисна и других места Црногорског приморја.
У селу Засаду код Требиња 1413. године дубровачки извори помињу породицу Мостаћ, по којој је данашње насеље вероватно добило име.;. Године 1623. ктиторством Радоја Михаљевића православну цркву у Мостаћима посвећену светом Клименту осликао је мајстор Василије. Како је Црква светог Климента обновљена почетком 17. века, претпоставља се да се датум њеног настанка, као и подизање друге православне цркве у овом насељу, оне посвећене светој Петки, могу тражити у вековима који претходе. Ови подаци сведоче о насељености и важности насеља Мостаћи током средњег века и током првих векова османске управе.
Према Хамдији Крешевљаковићу, средњовековна феудална господа је становала у утврђеним дворовима у облику тврђава које су нестале након османске окупације Босне. Османска војска је тврђаве претворила у градове и у њих сместила своје посаде. Према Хивзији Хасандедићу у Требињу и његовој непосредној близини за врем османске владавине саграђено је више кула стамбено-одбрамбеног карактера. Куле су подизане уз важније комуникације и раскрснице путева првенствено са циљем појачања безбедности Требиња и јачања његове одбране моћи, али и у сврху становања ага и бегова.
Османска феудална господа (спахије) су градила по својим имањима посебне камене дворце или куле на више спратова у којима се становало и из којих се по потреби бранило. Како је простор унутар куле веома мали за становање грађене су посебне зграде, оџаци или конаци. Куле су увек грађене као вишеспратнице, а оџаци редовно као једноспратне зграде. Основица кула је најчешће био квадрат, а код оџака увијек правоугаоник. Куле су грађене од камена, а оџаци од камена, ћерпича и дрвета. Кулама су се такођер звале и куће, грађене око већих градова, где су богатији грађани летовали.
Када су се почеле да се граде такве куле (којих је својевремено било преко три стотине на подручју Босне и Херцеговине) тачно сене знам. Сигурно је само то, да је таквих кула било по Босни у 17. веку, а грађене су и у првим годинама 19. века.
Млечани су у периоду од 1687. до 1699. године заузели и запалили више кула и кућа у Требињу и околини. а куле су се почеле рушити у првом рату Карла VI са Османлијама, почетком 18. века. Почетком 19. века у Босни и Херцеговини је било преко две стотине кула, а крајем 20. века њих око 150 (двадесетак у релативно добром стању)(4).
У свом попису кула (у коме је наведено 146 кула у 115 места) Хамдија Крешевљаковић не наводи Хаџиахметовића кулу са дворима у Мостаћима, нити једну кулу у Требињу или његовој близини.  Међутим у свом научно-истраживачком раду Салих Рајковић наводи да су се прве куле градиле у граничном подручју према далматинској граници и Дубровнику, одакле је претила стална опасност за турску територију, односно да су се градиле на територији општиа Љубушки, Груде, Чапљина и Требиње. Истраживањима је потврђено да су на наведеном подручју куле најбројније и архитекстонски најбоље изведене. До градње великог броја кула у Херцеговини је такођер дошло и у периоду повлачења османске војске из подручја Панонске низије, током 17. века. На подручју Херцеговине је до 1878. године било преко  двеста кула. По броју изграђених кула у Херцеговини се издвајао требињски крај, у коме је саграђено преко 40 кула, које у архитектонском погледу, према Рајковићу, представљају највредније примерке кула у Херцеговини. Према попису кула који износи Рајковић, на подручју Мостаћа је идентифицирана Хаџиахметовића кула, док су у суседним Гомиљанима идентифициране две куле.
Прецизних и тачних података о Хаџиахметовића кули нема. С обзиром на период градње кула у Херцеговини као и изглед лукова објекта, могуће је предпоставити да је градитељска целина Хаџиахметовића куле саграђена у другој половини 18. века.

## Стање заштите
Хаџиахметовића куле у релативно лошем стању данас је у власништву Меџлиса Исламске заједнице Требиње, коју је она преузела након смрти задњег представника породице Хаџиахметовић који је у њој живео. Иако је кула тренутно напуштена представници Меџлиса су обновили кровну конструкцију куле и поставили нови кров,  који је уместо каменим плочама, покривен црепом. Такође у циљу заштите објекта, сви прозорски отвори су заковани  дрвеним даскама.
Због недостатка одржавања, у последњим деценијама на објекту је дошло до колапса кровне конструкције  и међуспратних конструкција куле.
Градитељска целина која је данас у релативно запуштеном стању, је без дефинисане  намене као и финансијских средстава потребних за њену обнову и одржавање.

## Опис добра
Градитељска целина Хаџиахметовића куле са дворима у Мостаћима код Требиња  један је од релативно добро очуваних примерака стамбено-одбрамбене архитектуре у Требињу изграђена у османског периоду,  смештена у Хаџиахметовића махали, окружена парцелама и објектима који су изворно припадали Хаџиахметовића породици. Куле са дворима у потпуности прати изглед „затворености“ стамбено-фортификацијске Хаџиахметовића махале и представља утврђену ванградску стамбену структуру. Фасаде објекта су окречене у бело.
Махала је са свих страна ограђена зидом висине око 2 м, од приклесаног камена повезаног кречним малтеру. Унутар махале, у засебним авлијама, налази се пет стамбених објеката са пратећим економским просторима. Свака авлија има свој засебан улаз. Сви објекти (једоспратни и двоспратни) су грађени од дрвета и правилно клесаног камена повезаног кречним малтером. Доксатно изведени део куће је покривен четвероводним кровом, а остатак куће и објекат куле и економски објекти су покривени двоводним кровом. За покров свих објеката је коришћен цреп.

##### Авлија и економско двориште
Унутар зидова комплекса су смештени авлија и економско двориште који су међусобно повезани преко економског објекта. Улаз  у авлију и економско двориште је са северозападне стране, из приступне улице, а улазни портали су једнаки, а изведени су од правилно клесаног камена. Улазни портали су ширине 2,05 м. Врата су дрвена двокрилна.
Портал економског дворишта води у башчу, површине око 220 м². Дужом осовином економско двориште се протеже у правцу северозапад-југоисток. На североисточном делу башче је постављен економски објекат, димензија око 12 x 6 м. Изведен је као једноспратни, покривен двоводним кровом. Саграђен је од камена.
Улаз у економски објекат из башче је изведен као правоугаони, дефиниран блоковима правилно клесаног камена. Из авлије су направљена два улаза у економски објекат. Улаз у југоисточном дијелу је дефиниран правилно клесаним блоковима камена и лучно завршен. Улаз смештен на средини објекта је сачињен од правилно клесаних камених блокова, а изнад каменог надвратника постављене су дрвене греде.
Економски објекат је преградним зидовима подељен на више делова. Портал авлијског дела зида води у каменим плочама поплочану авлију (двориште) површине око 175 м². Дужом осовином авлија се протеже у правцу северозапад-југоисток. На југозападном делу авлија је економски  објекат, на североисточном кућа са кулом,  а на југоисточном делу камени подзид висине око 2 м.

##### Објекат куће са кулом
Објекат куће са кулом грађен је као јединствена грађевина на којој се јасно уочавају промене које су се десиле кроз историју употребе објекта. Овај објекат који чини једну целину, разбијен је у три дела:
- доксатно избачени  ћошак куће,
- кућа,
- кула.

Куће са кулом зидане су од правилно клесаног и притесаног камена, блокова камена и дрвета. 
Притесани блокови камена су коришћени за изградњу зидних повшина куће које су окречене у бело. За зидне површине куле, углове куће и лукове приземља коришћен је правилно клесан камен. Од правилно клесаног камена су изведене и сводне конструкције просторија у приземљу куће, магаза. Стубови приземља објекта, заједно са капителима, изведени су од јединственог блока камена.
Под приземља објекта, као и улазног дела куће је поплочан каменим плочама.
Дрво је коришћено за међуспратну и кровну конструкцију као и за врата и прозоре. Међуспратну конструкцију куће чине дрвене греде које носе дрвени под у просторијама спрата. Дрвене даске чине подконструкцију за малтерисане површине (зидове) спрата.
Кућа, је правоугаоне тлоцртне основе, саграђене као једноспратна грађевина, на којој елементи од дрвета, врата, долафи, мусандера и сехаре представљају лепе примере дрворезбарства.
У приземљу објекта су смештене помоћне просторије, а на спрату простори за становање.
Кућа се састоји од главног дела изведеног у облику квадра, из којег се у северозападном спратном делу издваја кубосно обликовани ћошак, доксатно извучен из волумена куће. Ћошак куће се ослања на дрвене коснике.
Главни део куће, који је у потпуности оријентисан на југозападну страну, односно на авлију, покривен је кровом од црепа на две воде док је ћошак покривен кровом од црепа на четири воде.
На фасади куће истичу се лучни отвори, изведени од правилно клесаног камена, који су на спрату куће накнадно зазидани каменим блоковима, који су кречени. Лукови спрата куће су остављени видљиви и извучени су из равни зида.
Три прозорска отвора, изведена од дрвета, су смјештена на фасади куће, у дијелу спрата. Прозорски отвор хајата спрата, ширине 2,10 м, својим обликом у потпуности прати лучни отвор који затвара. Прозорски отвори просторије спрата, приближних димензија 75 x 110 цм, су изведени као правоугаони. Сви прозорски отвори су затворени демирима.
Ћошак куће је орјентиран на три стране. Дрвени, правоугаоно изведени прозори, приближних димензија 75 x 100 цм, су са вањске стране затворени демирима. Прозори се отварају на посмик сурму, тако да је доње крило помично и диже се преко горњег.

##### Приземље објекта
Приземље објекта које је отворено према авлији, састоји се од хајата и магаза.

###### Хајат
Хајат је правоугаоне основе и приближних димензија 14,00 x 2,85 м, је скоро у потпуности отворен према авлији. Правилни полукружни лукови, ширине око 1,82 м, се преко једноставно профилираних капитела ослањају на камене стубове без база. На стропу хајата су остављене видљиве међуспратне греде, постављене на малим размацима. Унутар хајата су изведена два попречно постављена полукружна лука на мјестима промјене у диспозицији спрата куће (улазни зид и зид између ћошка и остатка куће).
На североисточном, спољашњем  зиду хајата, који уједно представља и спољашњи зид комплекса, видљиви су правоугани отвори у облику пушкарница.
На северозападном зиду хајата, делу уз оставу, смештене су две правоугаоне нише, различите величине. На северозападним дијелу зида хајата уз ћошак смештен је правоугаони прозорски отвор. На југозападном зиду хајата је смештена је ниша завршена преломљеним луком.
У североисточном делу хајата се налази остатак мусандере који је био смештен вероватно у угао просторији. У хоризонталном смислу предња страна мусандере се може поделити на три поља, а у вертикалном на четири поља. Сва поља су украшена геометријском и флоралном декорацијом. Декорација је рељефно изведена. Мусандера је, накнадном интервенцијом, бојена светлоплавом и смеђом бојом. Из простора хајата се улази у све просторије куће као и у кулу.
На југозападном делу хајата су смештени улази у једну мању просторију и ћошак, а на североисточном дијелу улаз у другу мању просторију.
Просторија на североисточној страни хајата је приближно правоуганог облика, димензија 4,15 x 2,30 м, која је од хајата одвојена преградним зидом ширине 17 цм. Улаз у просторију је правоугаоно изведен са једнокрилним дрвеним вратима. На северозападном зиду просторије је смештен један правоугаони прозорски отвор, као и камин са димњаком.
Просторија на југозападној страни хајата је приближно правоуганог облика, димензија 4,00 x 2,80 м. Од простора хајата је одвојенаа преградним зидом ширине 19 цм, односно носивим зидом дебљине 65 цм. Улаз у просторију је правоугаоно изведен са једнокрилним дрвеним вратима. На југозападном зиду просторије су видљива два лучна отвора чија је унутрашњост временом зазидана. Дебљина зида којим је зазидан лучни део износи око 20 цм. У средини лучних отвора су смештени првоугаони прозорски отвори. На североисточном зиду просторије је смештен правоугаоно изведен долаф, дубине 28 цм. На северозападном зиду је смештен димњак. Просторија је жуто обојена. Кровна конструкција је прекривена линолеумом.

###### Доксатно избачени ћошак куће
Простор ћошка представља најрепрезантативнију просторију куће. За једну степеницу је виши од остатака простора куће. У простор ћошка се приступа преко правоугаоних дрвених врата, димензија 1,55 x 0,80 м. Врата су украшена геометријском и флоралном декорацијом. Геометријска декорација је изведена у облику ромбова. Свако поље је изведено рељефно, са флоралним украсом у средини. У средини је од кованог гвожђа изведена алка. Врата су обојена плаво-зеленом, свиетлоплавом и смеђом бојом. Са унутрашње стране врата није изведена никаква декорација.
Простор ћошка је правоугаоног облика, приближних димензија 4,20 x 5,45 м. Из основног волумена куће излази за 145 цм на југозападној, односно 125 цм на северозападној фасади. Западни ћошак просторије се ослања на авлијски зид градитељске целине.
Плафон над улазним делом просторије је спуштен у односу на остатак простора. Прозори смештени на југозападној (три прозора), северозападној (три прозора) и североисточној (један прозор) фасади и кроз њих се пружа поглед на авлију и приступни пут.
На североисточном зиду просторије ћошка  налази се долаф, ниша и камин. Долаф је правоугаон, са профилирано изведеним вратима. Ниша је завршена преломљеним луком. На месту изворног камина је изведен нови, од цигле. Плафонска конструкција је сакривена дрвеним даскама.
У ћошак просторији се налазе две сехаре, врата од  мусандере и левха. Обе сехаре су украшене флоралним и геометријским мотивима. Сехара, дужине 1,27 м и висине 42,5 цм, украшена је непрекинутом цик-цак линијом и вазама за зимзеленим гранчицама. Сехара дужине 1,35 м и висине 47 цм, украшена је непрекинутом цик-цак линијом и вазама са цвећем и листовима. Сехаре су бојене тамнозеленом бојом. Декорација је наглашена тамножутом и црвеном линијом.
Уз зид су прислоњена врата од мусандере, димензија 1,05 x 1,92 м, која се могу поделити на два поља. Поља су украшена геометријском и флоралном декорацијом, истом која се јавља и на улазним вратима  ћошак  просторије као и на предњом страници мусандере смештене у хајату.
На зиду просторије налази се извезена  левха, димензија 44 x 72 цм, украшена флористичким мотивима.

###### Магазе и оставе
Из простора хајата, поплочаног каменим плочама, се приступа у просторе магаза и остава. У приземљу објекта су смештене две магазе. Прва, већа магаза, је смештена испод просторија за становање смештених на спрату. Друга магаза, у југоисточном дијелу куће, је смештена испод хајата и улазног платоа спрата куће.
Магазе  су правоугаоног облика засведене  бачвастим сводовима. Улаз у праву магазу је изведен као правоугани, дефиниран каменим блоковима. Врата, изведена од дрвета, су једнокрилна. На улазном зиду су видљиви трагови правоугаоног прозорског отвора који је временом зазидан.  Улаз у другу магазу је дефиниран каменим блоковима и лучно је завршен. Врата, изведена од дрвета, су једнокрилна. Простор нема прозорских отвора. Уз улазна врата, на југоисточном зиду је изведена правоугаона ниша.

##### Спрат куће
Спрат куће је плато ове грађевинске целине коме  се приступа из авлије преко каменог степениште смештеног у њеном југоисточном делу. Плато је правоугаоног облика и дефинисан кулом на североисточном и кућом на северозападном делу. Улаз на спрат је смештен на југоисточној фасади куће, и некада је заузимао скоро читаву ширину улазне фасаде, а био је  завршен правилним луком и био је у потпуности отворен. Улаз је данас изведен као правоугани са једноставним, једнокрилним, дрвеним вратима.  Спрат куће се састоји од: хајата, две  мање просторије и доксата.
Доксат који заузима површину од око 42 м² и  неправилног је облика,  Поплочан је каменим плочама. Зидне површине су малтерисане. Малтер је постављен преко хоризонтално постављених дрвених дасака. На зидним површинима су видљиви трагови бојења, различитим нијансама плаве боје. Дрвене греде плафонске конструкције су овом простору остављене видљиве.

##### Кула
Из простора хајата се преко правоугаоно изведених врата, смештених на југоисточном зиду, приступа у објекат куле.
Кула је правоугаоне основе  на три спрата, покривена кровом на  две воде за који су коришћене камена плоча. Након што се кров куле услед оштећења и неодржавања урушио, власник објекта је, с циљем заштите извео нову кровну конструкцију и покрио објекат црепом.
Зидови куле су изграђени од правилно клесаног камена, видљивог на фасадама објекта.
Правоугаони прозорски отвори (по два на сваком спрату) смештени су  на југоисточној (авлијској) фасади и један на северозападној фасади. На североисточној фасади објекта су видљиви трагови прозорских отвора који су временом зазидани. На свим фасадама куле су видљиве пушкарнице и конзолни испусти.
Нема података о унутрашњој организацији куле. Унутрашњост је данас у потпуности уништена, а остаци међуспратне конструкције која се урушила налазе се у приземљу куле.